# Synagogue de Tallinn
La synagogue de Tallinn (en estonien : Tallinna sünagoog), aussi connue sous le nom de synagogue Beit Bella, est un édifice religieux situé à Tallinn en Estonie. Elle a été inaugurée en 2007 et fait partie d'un ensemble de bâtiments comprenant l'école juive et le centre communautaire, situé à l'intersection des rues Karu et Aedvilja.

## La communauté juive de Tallinn après la Seconde Guerre mondiale
La communauté juive de Tallinn, n'a jamais été très importante, surtout comparée à celle de Riga ou de Vilnius, les capitales des deux États baltes voisins. L'Estonie ne fait pas partie de la Zone de Résidence définie par les autorités tsaristes où les Juifs ont le droit de s'installer. En plus, Tallinn étant un port militaire sous la Russie impériale, les autorisations  exceptionnelles accordées aux Juifs sont très limitées et réservées aux cantonistes (soldats juifs) et à quelques professions bien définies.
Avant la Seconde Guerre mondiale, le nombre de Juifs en Estonie, à Tallinn et à Tartu principalement, est d'environ 4 500 personnes. Lors de l'invasion de l'Estonie par l'Union soviétique en 1940, à la suite du pacte germano-soviétique, une partie de la bourgeoisie juive est arrêtée et déportée en Sibérie. Lors de l'invasion par les troupes allemandes au début de l'opération Barbarossa, de nombreux Juifs se réfugient en Union Soviétique pour échapper à la menace allemande. Il ne reste alors en Estonie qu'un millier de Juifs qui seront massacrés par les nazis aidés par la police de sécurité estonienne. Seuls sept personnes réussiront à s'échapper. L'Estonie est le premier État européen à être déclaré Judenfrei (sans Juifs) par les nazis.
La synagogue construite en 1885 est utilisée par les Allemands comme entrepôt et est détruite pendant le raid soviétique sur Tallinn dans la nuit du 9 mars 1944. Ses ruines sont rasées en 1947.
La population juive après la guerre va croitre avec l'arrivée de Juifs provenant des différentes républiques soviétiques, attirés par le haut niveau de vie et l'absence d'antisémitisme au niveau officiel. En 1949, le nombre total de Juifs en Estonie est de 1 500, principalement des Juifs estoniens réfugiés en Union soviétique et retournant dans leur pays. En 1959, à Tallinn seulement, la population juive est de 3 714, en 1971 de 3 754 et en 1989 de 3 646.
Cependant, dès 1944, avec leur annexion par l'Union soviétique, la vie religieuse dans les pays baltes n'est plus officiellement qu'à peine tolérée, et les Juifs doivent vivre un judaïsme caché. 
« Pendant la période soviétique, il était très difficile d'avoir une vie juive à Tallinn. Les Juifs ne pouvaient que pratiquer un judaïsme caché. Il n'y avait pas de rabbin, pas de nourriture cachère, pas de possibilité d'apprendre la culture juive. »
Une tentative de dynamiser la vie juive sous la forme d'associations musicales et théâtrales dans les années 1960 n'a pas fait long feu. Les seuls institutions juives qui perdurèrent pendant la période soviétique sont le cimetière juif et la communauté religieuse, qui en raison de la perte de la synagogue chercha refuge dans des locaux provisoires. En 1945, le Bureau des affaires religieuses dépendant du Conseil des ministres de la République soviétique d'Estonie, autorise l'ouverture d'une salle de prière au premier étage d'un immeuble situé 23 rue Kreutzwaldi.
En 1966, à la suite de la démolition du bâtiment de la rue Kreutzwaldi, pour la construction de l'hôtel Kungla,  la maison de prière est transférée dans une maison en bois au 9 rue Lasteaia (actuellement rue Magdaleena), ancien entrepôt de l'usine Punane Täht
À la fin des années 1980, la montée de l'identité nationale des habitants d'Estonie, donne l'occasion aux Juifs de restaurer leur identité perdue : L'association de la culture juive est fondée et des magazines juifs sont de nouveaux publiés. Après un demi-siècle d'interruption, une école juive ouvre ses portes. En avril 1992, l'Association de la culture juive et la Communauté religieuse juive deviennent les cofondateurs de la Communauté juive d'Estonie. Après l'éclatement de l'Union soviétique et la nouvelle indépendance de l'Estonie, le terrain et les bâtiments situés au coin de la rue Karu et de la rue Aedvilja, qui avaient été saisis par l'État soviétique en 1940, sont restitués à la Communauté religieuse juive.
La renaissance de la vie juive en Estonie est aidée financièrement par l'American Jewish Joint Distribution Committee (Joint), une organisation américaine caritative, par la fondation Ohr Avner du milliardaire juif bukhariote Lev Leviev, par la fondation de la famille Rohr,  ainsi que par les communautés juives de Finlande et de Suède.
À la fin du XXe siècle, le rabbin Efraim Shmuel Kot arrive en Estonie. C'est le premier rabbin en Estonie depuis la fin de la Seconde Guerre mondiale. Le 21 décembre 2000, en présence du premier ministre d'Estonie, Mart Laar, le lieu de prière est transféré au premier étage du centre communautaire juif / école juive, bâtiment situé 16 rue Karu, restitué à la communauté. Mais dès le début, il est évident que ce transfert ne peut être qu'une solution transitoire. Au début du XXIe siècle, Tallinn est la seule capitale d'un pays de l'Union européenne à ne pas posséder de synagogue.

## Construction de la nouvelle synagogue
Dès le début des années 2000, la salle de prière est devenue trop petite, étouffante en été et non adaptée pour les offices religieux: Arche Sainte non située en direction de Jérusalem, difficulté d'effectuer une séparation entre hommes et femmes. En plus la communauté souffre de l'absence d'un Mikve (bain rituel) et d'une cuisine cachère. La Communauté religieuse juive d'Estonie décide alors de faire construire une nouvelle synagogue sur le terrain contigu au centre communautaire.
Dans les années 2003-2004, le président de la communauté Boris Oks et le rabbin Shmuel Kot établisent un premier projet qui est présenté le 2 juillet 2004 à la communauté. Celui-ci comprend non seulement la synagogue elle-même, mais inclut le Mikve, la cuisine cachère, des bureaux administratifs et des salles de réception. La façade du bâtiment devait être une réplique de la façade de la synagogue détruite pendant la dernière guerre. Le coût de la construction est alors estimée à 6,5 millions  de couronnes estoniennes, soit environ 500 000 euros, montant nettement sous-estimé. Dans les faits, le coût total sera beaucoup plus élevé, de l'ordre de 22 millions de couronnes soit supérieur à 1 400 000 euros.
Un appel d'offres est ensuite lancé, et le 16 septembre 2004, un contrat est signé avec le cabinet d'architectes Kõresaar & Kotov ("КОКО"). Dès juillet 2004, des fonds pour la construction sont récoltés: la fondation américaine de la famille George Rohr donne la somme de 400 000 dollars; En mémoire de sa mère décédée le 16 novembre 2004, le magnat de l'industrie métallurgique russe, Alexander Bronstein finance la construction de la synagogue à hauteur d'un million d'euros et devient le plus gros donateur. La nouvelle synagogue portera le nom de sa mère, Beila Barski. De nombreux hommes d'affaires d'Estonie, tels que Fedor Berman, Vladimir Libman ou Mark Rivkin, font aussi des donations, ainsi que des politiciens comme Edgar Savisaar, à l'époque maire de Tallinn avant de devenir ministre de l'économie, ou  Andrus Ansip, alors maire de Tartu avant de devenir premier ministre.

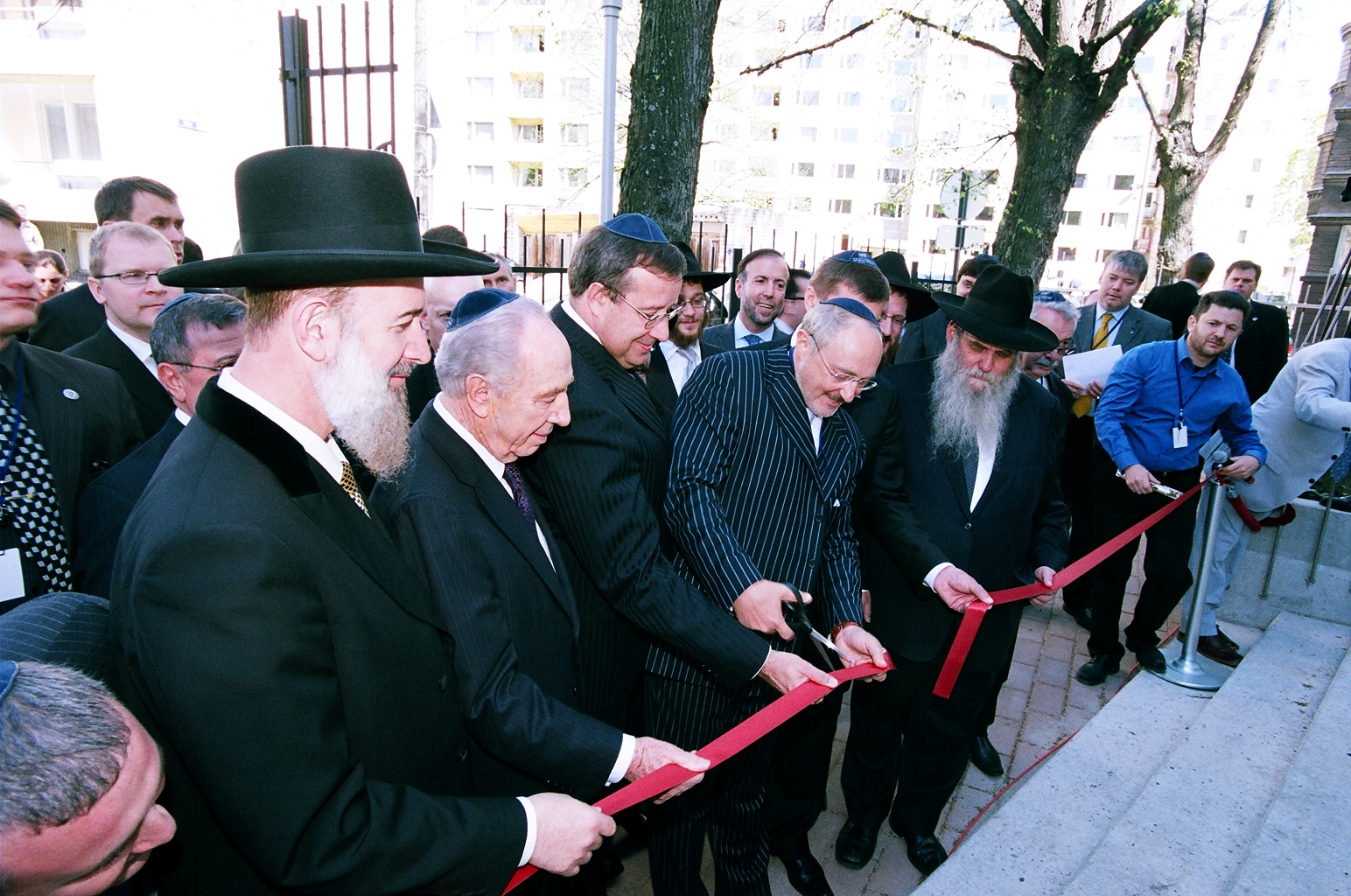
Inauguration de la synagogue; de gauche à droite: Yona Metzger, grand rabbin d'Israël; Shimon Peres alors vice-premier ministre d'Israël; Toomas Hendrik Ilves, président de l'Estonie; Alexander Bronstein, principal donateur et vice-président du Congrès juif mondial

Sur instruction de l'architecte en chef de Tallinn, l'idée de reconstruire la façade de l'ancienne synagogue doit être abandonnée. La communauté accorde alors une grande liberté aux architectes pour la réalisation du projet, n'imposant que l'orientation de la synagogue vers Jérusalem et la séparation des hommes et des femmes par l'instauration d'une galerie réservée aux femmes. Afin de s'imprégner de la culture juive qu'ils ignorent, l'un des architectes du projet chez KOKO, Andrus Kõresaar,  se rend en Israël où il est guidé dans sa visite de synagogues par Harri Shein, un architecte israélien d'origine estonienne.
Après l'acceptation des plans finaux et leur chiffrage, le Comité de construction de la synagogue et la communauté juive signent le 1er juin 2005, un contrat avec Igor Geller, président de l'entreprise de bâtiment Kolle, fondée en 1998.
La synagogue Beit Bella est inaugurée le 16 mai 2007, en présence des grands rabbins d'Israël, Yona Metzger, et de Russie, Berel Lazar, du président d'Estonie, Toomas Hendrik Ilves, du premier ministre d'Estonie, Andrus Ansip, du vice-premier ministre d'Israël, Shimon Peres, du président du Parlement juif européen, Pierre Besnainou, et des principaux donateurs.
Avant de couper le ruban rouge avec le président estonien, Shimon Peres fit un discours: 
« Vous pouvez brûler un bâtiment, mais vous ne pouvez pas brûler une prière. Nous pouvons être fier aujourd'hui que cette synagogue soit construite pour les besoins de la communauté juive d'ici et pour le bénéfice de tous. »
L'arrivée des trois rouleaux de Torah portés par le grand rabbin d'Israël Yona Metzger et par le principal donateur Aleexander Bronstein, se fait au son de la musique et des chants. 

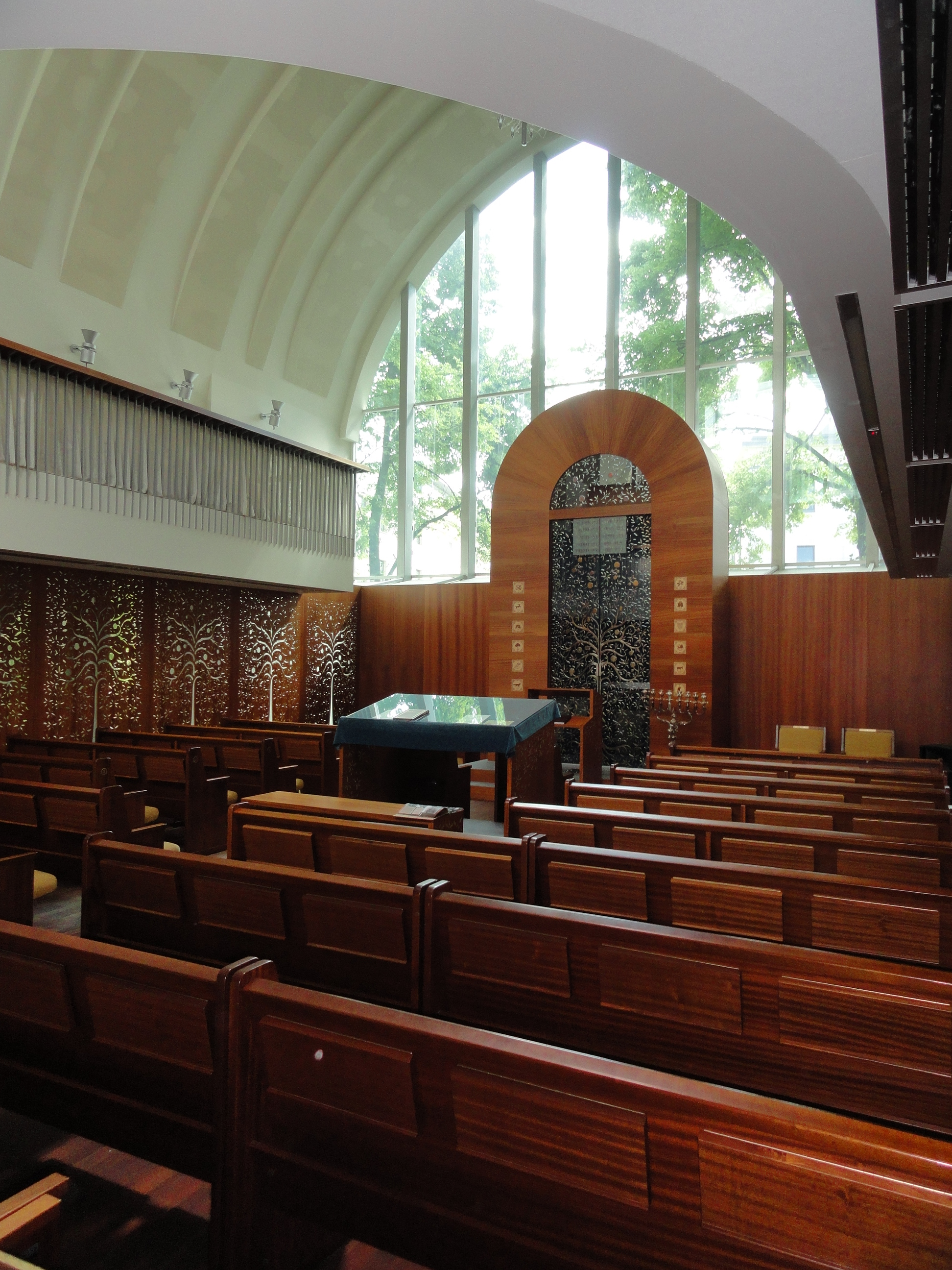
L'intérieur de la synagogue

## Description de la synagogue
L'architecture de la synagogue est organisée sur le principe de l'axe. Le hall principal, la salle de prière, devant être orientée vers Jérusalem, l'axe principal du bâtiment est donc du nord au sud, avec l'entrée principale rue Karu au nord et le mur sud entièrement en verre où est située l'Arche Sainte.
La disposition architecturale répond à deux règles : tout d'abord, les courbures des arches qui fournissent l'occasion de mettre en valeur le caractère sacré du bâtiment. Le toit et les murs sont couverts de plaque de céramique de couleur écarlate foncée, qui souligne la solidité de la construction. Deuxièmement, la partie principale du bâtiment est supportée par des piliers de dimensions différentes qui se déploient en vague le long des murs latéraux. L'intervalle entre les piliers est recouvert d'une plaque de verre. Ce mur de verre et de piliers est là pour rappeler aux visiteurs, le destin de la communauté juive d'Estonie, entre les années de croissance et de succès, suivies par le déclin et les persécutions, et de nouveau la renaissance.
La porte d'entrée en bois est décorée d'un arbre symbolique qui sera repris comme élément décoratif sur la porte d'entrée de la salle de prière, sur la porte de l'Arche Sainte et sur les murs de la salle de prière, ceci pour rappeler que la Torah est pour le peuple juif un arbre de vie.
Quand on pénètre dans le bâtiment, on entre dans le vestibule qui peut aussi être utilisé comme salle de conférence. L'escalier qui mène à la salle de prière au premier étage, peut alors servir de sièges pour 70 personnes. Le mur à droite de l'entrée peut se transformer en écran de projection lors des conférences. Quand on pénètre dans la salle de prière, on aperçoit tout d'abord en face le mur de verre et devant celui-ci, l'Arche Sainte sur une petite estrade. Au pied de l'Arche, dans un renfoncement du plancher, on aperçoit la pierre de Jérusalem, offerte à la communauté par le président d'Israël. 

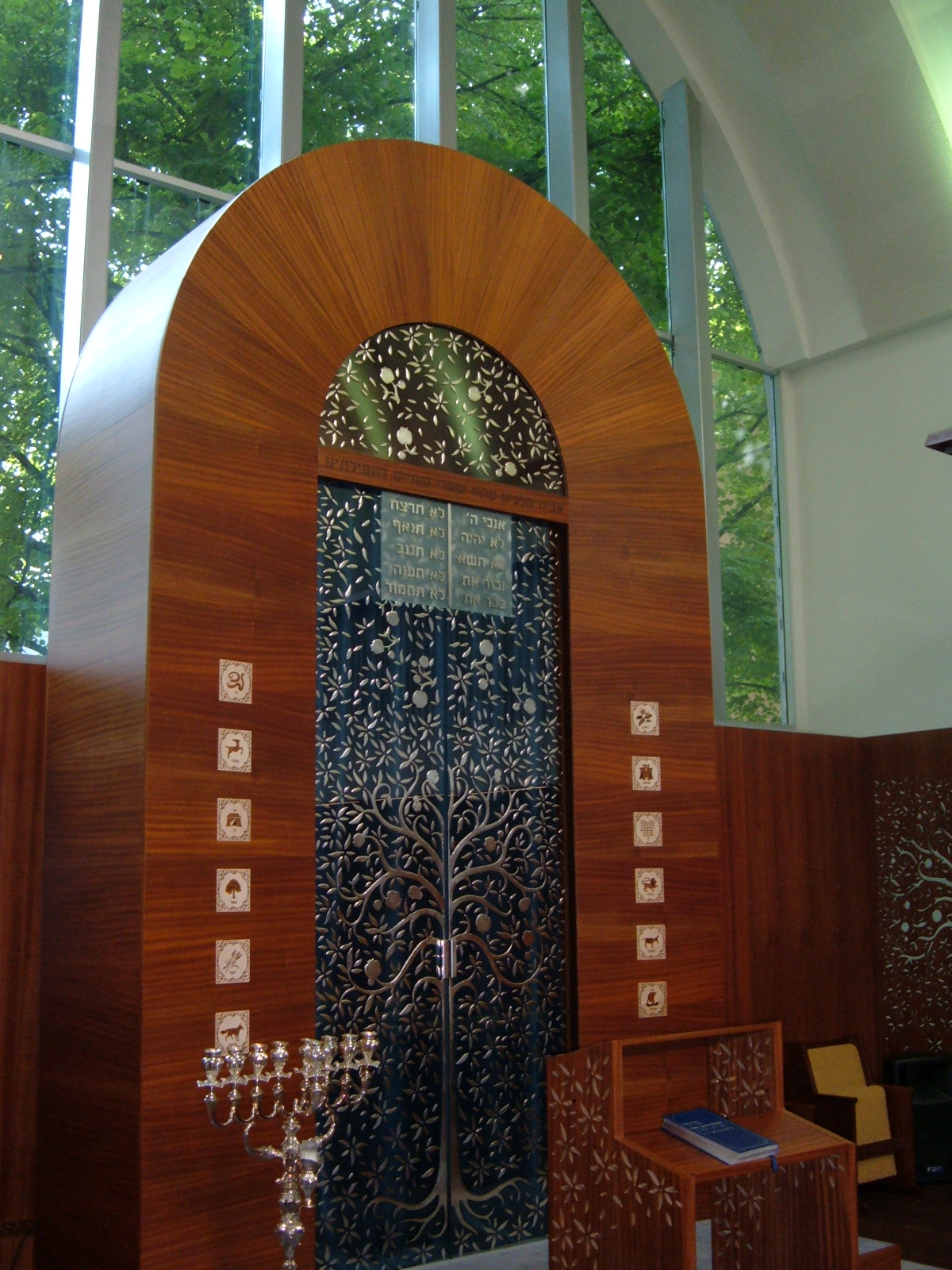
L'Arche Sainte

De chaque côté de l'Arche, ont été placés les sièges du rabbin et des personnalités importantes de la communauté. Devant l'Arche se trouve la Bimah.
Pour assurer une bonne acoustique à la salle de prière, 61 % de la surface du plafond est recouverte d'un plâtrage spécial acoustique, et des écrans réfléchissant le son et couvert de fibres de verre ont été installés sur le sommet des arches.
La galerie pour les femmes, accessible par un escalier donnant sur le vestibule, court sur trois des côtés de la salle de prière.
La surface totale des locaux est de 975 m2, dont 107 pour la salle de prière. Celle-ci permet d'accueillir pour les offices, 105 hommes et 78 femmes. Lors de concerts, la salle peut recevoir jusqu'à 230 personnes en rajoutant des sièges.
Le Mikve a fait l'objet d'un contrôle rabinique strict afin de répondre à toutes les exigences de la Halakha (lois et prescriptions religieuses juives). Le permis pour son utilisation a été donné par le Dayan (juge) du Beth Din (cour rabbinique) de Londres, le rabbin Levi Y. Raskin.
La cuisine, au rez-de-chaussée, à l'arrière du bâtiment, est équipée des ustensiles les plus modernes pour la préparation des aliments cachères. La salle de restaurant contigüe peut revoir jusqu'à 60 personnes. C'est le premier restaurant cacher à Tallinn depuis la Seconde Guerre mondiale.
La nouvelle synagogue de Tallinn est située au coin de la rue Karu et de la rue Aedvilja. Elle complète l'ensemble formé par l'école juive et par le centre communautaire. Lors de la construction de la synagogue, la cour intérieure de l'ensemble a fait l'objet d'un nouveau pavage.

## Galerie

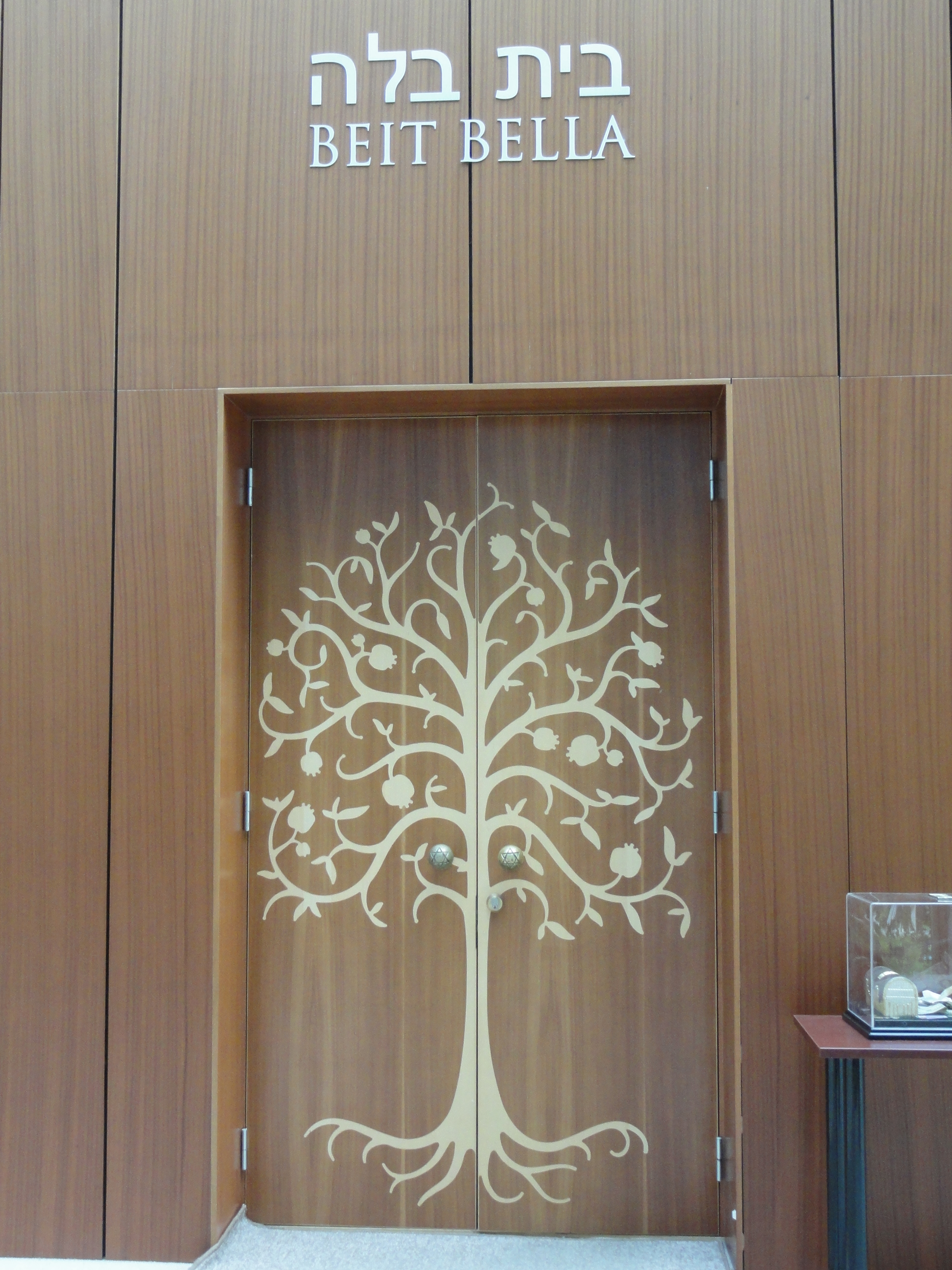
Porte d'entrée décorée de la salle de prière
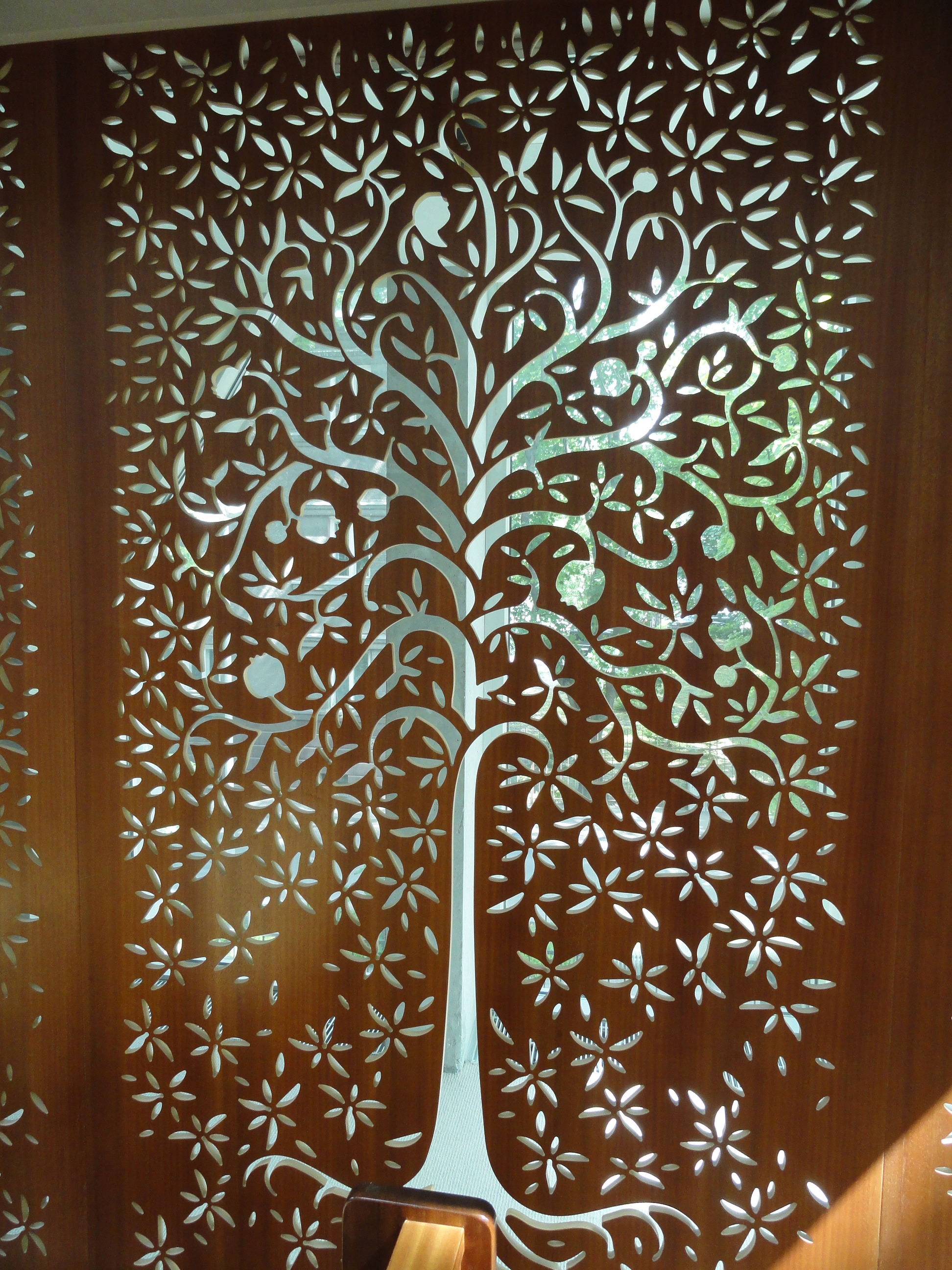
Claustra recouvrant les murs de la salle de prière
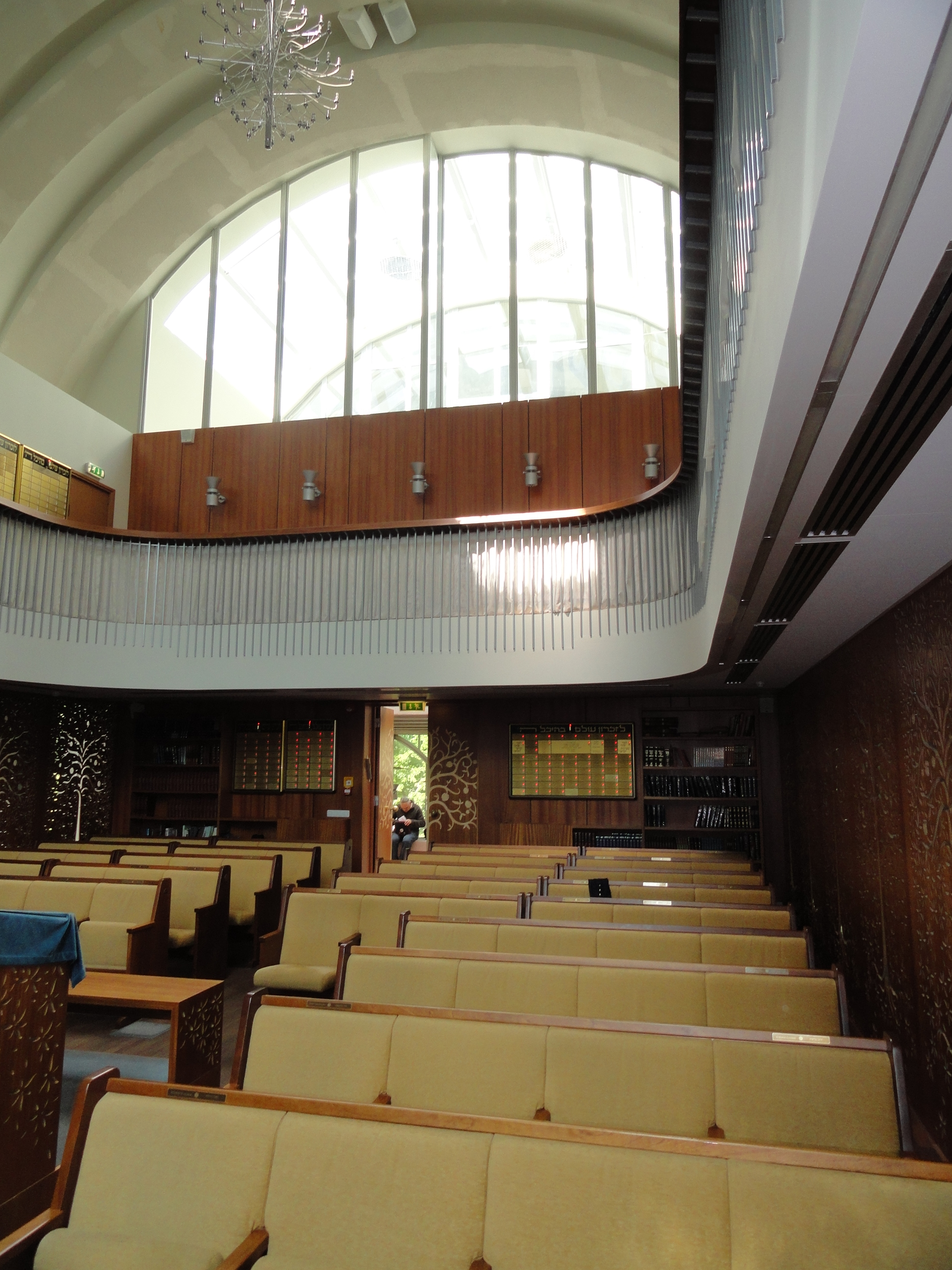
Vue de la galerie réservée aux femmes
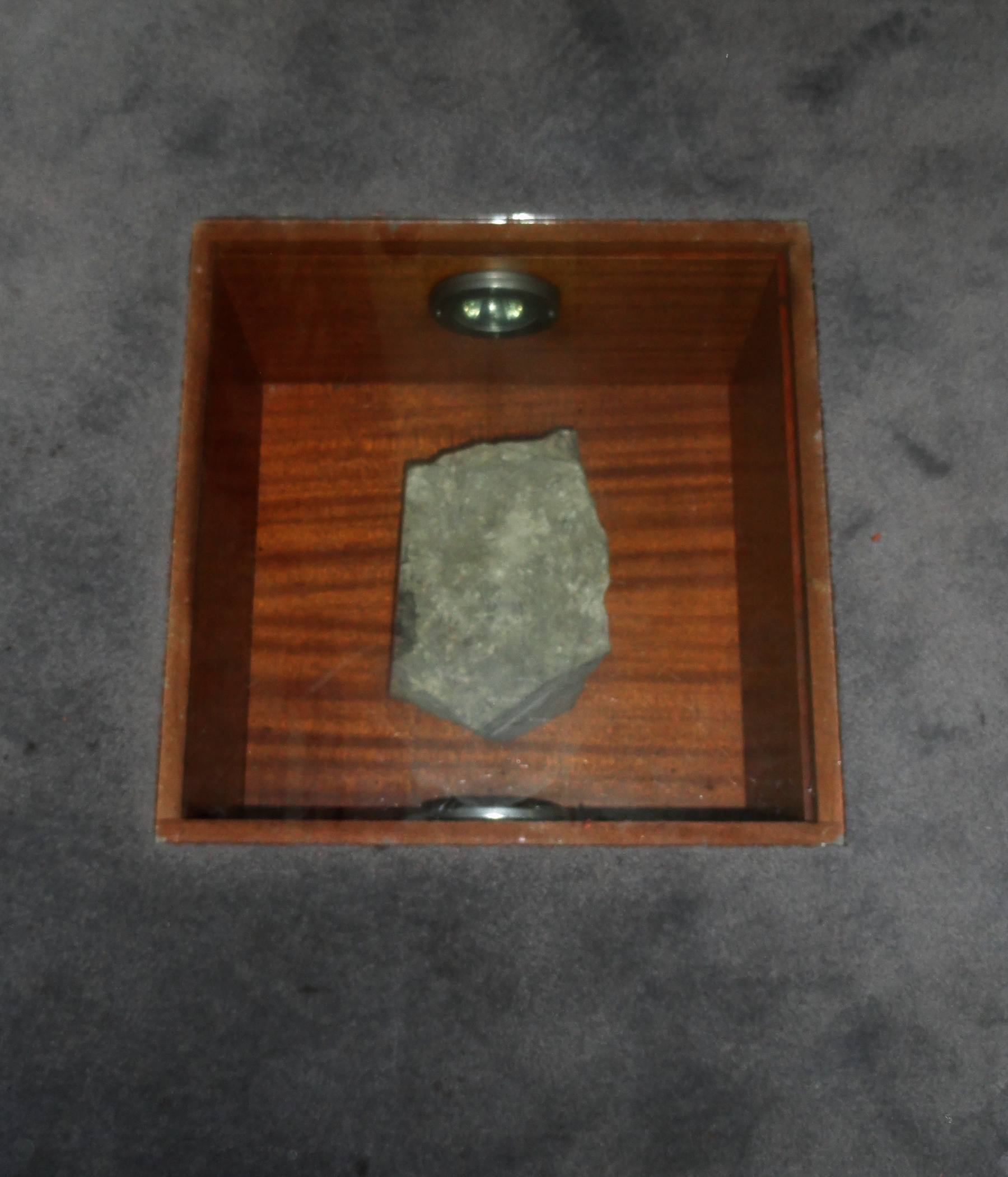
Pierre de Jérusalem donnée par le président d'Israël
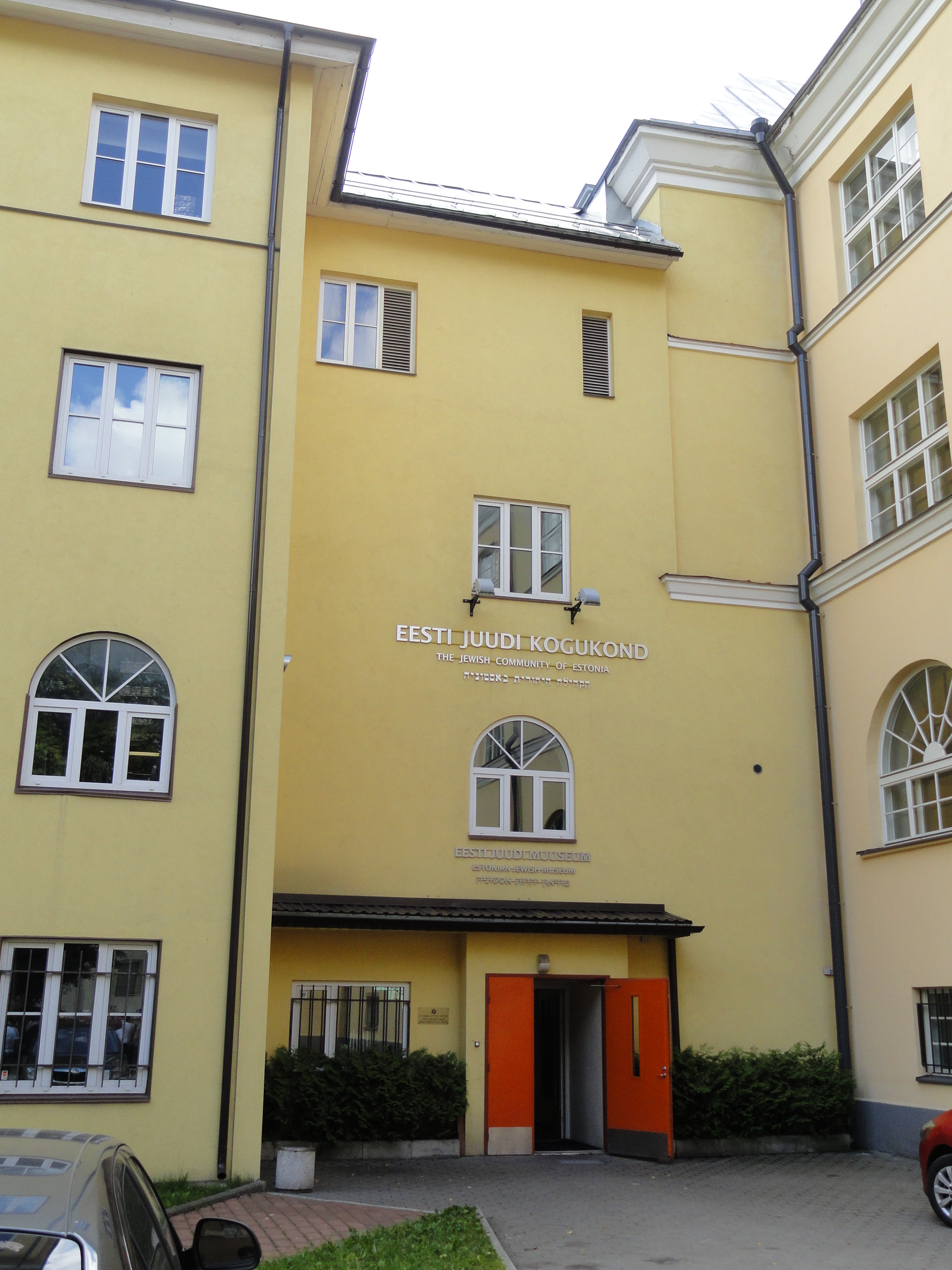
L'entrée du Centre communautaire et du Musée juif